# Julio Rodríguez
Julio César Rodríguez López (Mieres, 7 december 1995) – alias Julio Rodríguez – is een Spaans voetballer die bij voorkeur als centrale verdediger speelt. Hij stroomde in 2013 door vanuit de jeugd van Sporting Gijón.

## Clubcarrière
Julio Rodríguez komt uit de jeugdacademie van Sporting Gijón. In augustus 2013 werd hij bij het eerste elftal gehaald, dat uitkomt in de Segunda División. Hij debuteerde voor Sporting Gijón op 11 september 2013 in de Copa del Rey tegen Recreativo Huelva. Hij mocht in de basiself starten en werd na 77 minuten vervangen door Mandi.

## Interlandcarrière
Julio Rodríguez kwam uit voor diverse Spaanse nationale jeugdelftallen. Hij debuteerde in 2013 in Spanje –19.